# Ненадовићи
Ненадовићи су породица обор-кнеза Тамнавске и Посавске кнежине Ваљевске нахије Алексе Ненадовића, његовог брата војводе Јакова Ненадовића, обласног господара, првог попечитеља (министра) унутрашњих дела (од 1811), војводе и протојереја Матеје Ненадовића, првог председника Правитељствујушчег совјета (владе) Србије (од 1805), војводе тамнавске кнежине Јеврема Ненадовића, војводе Симе Ненадовића, Љубомира Ненадовића - Чика Љубе, књижевника, министра просвете и кнегиње Кнежевине Србије Персиде Карађорђевић, рођ. Ненадовић, мајке краља Петра I Карађорђевића.

## Порекло
По Мемоарима проте Матије Ненадовића, Ненадовићи воде порекло из „Бирча, Херцеговине, од црногорске границе“. Постоје подељена мишљења на који Бирч мисли прота Матеја. Једна група истраживача сматра да је реч о данас напуштеном селишту Бирч у Бањанима, на подручју села Миљанићи, на црногорској граници према Херцеговини. Предање које је прота Матеја чуо од „баба-Манде“ понавља и Константин Ненадовић у свом делу Живот и дела великог Ђорђа Петровића. Остали аутори који говоре о пореклу Ненадовића се углавном ослањају на поменута дела. Доселили су се у Србију крајем 17. века. Према предању у Бањанима, за време Кандијског рата (1645—1669) букнула је буна против Турака. Турци као одмазду погубе виђеније прваке Бањана и разоре село Бирач. После тога многе породице су одселиле у Србију.
Према другим ауторима Ненадовићи воде порекло из Мораче.
Онда су у време Велике сеобе Срба око 1690. прешли у Бирач у источној Босни, да би из Бирача дошли у Осечину у Подгорској кнежини Ваљевске нахије почетком 18. века и око 1750. прешли у Бранковину у Тамнавској кнежини Ваљевске нахије.

## Ненадовићи и Бирчани
Један део породице који се населио у Подгорској кнежини Ваљевске нахије, у Суводању на планини Медведник, узео је презиме по топониму Бирач, „Бирчани(н)“, одакле је породица дошла у Србију. Породице Ненадовић и Бирчанин биле су у Херцеговини иста породица, највероватније са презименом Ненадовић. Обор-кнез Подгорске кнежине Ваљевске нахије Илија Бирчанин, убијен је заједно са обор-кнезом Тамнавске и Посавске кнежине Ваљевске нахије Алексом Ненадовићем у сечи кнезова 1804.

## Митрополит Григорије Ненадовић (око 1650 — 1714)
Митрополит Григорије Ненадовић (око 1650 — 1714) је вероватно пре монашења био свештеник Петар. На име владике Григорија („поп Григорије“) водила се баштина Ненадовића у Осечини у подгорској кнежини ваљевске нахије, где су се Ненадовићи доселили почетком XVIII века.
Митрополит Григорије Ненадовић (око 1650 — 1714) био је рашки митрополит (1697—1704), а после и први ваљевски митрополит (1704—1714).
Митрополит Григорије Ненадовић имао је брата Ненада који је био „властник“ (кнез, кмет, главар) и учествовао је у управи још пре доласка Ненадовића у Србију. Ненад је имао синове Станоја, Станисава и Петка.

## Обор-кнез Станоје Ненадовић (око 1690 — 1749)
Обор-кнез Подгорске кнежине Ваљевске нахије Станоје Ненадовић (око 1690 — 1749), Ненадов син, био је кнез Подгорске кнежине у време аустријске (1718—1739) и турске управе (1739—1750) у Србији.
Вероватно је учествовао у аустријско-турским ратовима на страни Аустрије (1716—1718. и 1737—39).
После двадесет година мира, 1736. поново долази до рата савезника Аустрије и Русије против Турске, после кога се Аустрија повлачи са територије Србије.
Кнез Станоје Ненадовић после рата није прешао у данашњу Војводину већ је остао у Србији на својој баштини у Осечини.
Кнез Станоје Ненадовић је 1742. био члан српске делегације коју је примила турска влада (Диван) у Цариграду, (у протоколима је забележено и његово име), где су се залагали за заштиту српских интереса и повољнији положај хришћана у Београдском пашалуку.
У деценији након турског повратка у Београдски пашалук дошло је до оштрих сукоба између различитих делова турске администрације и великог броја нагомилане, а слабо плаћене војске.
Кнез Станоје Ненадовић укључио се, у савезништву са беговима Јахјићима, који су се око 1740. населили у Ваљеву, у побуну Шејих-Мехмеда из Ужица против злоупотреба у турској администрацији.
Након више оружаних сукоба побуна је угушена, а многи учесници, међу којима и кнез Станоје су погубљени. Пошто се кнез Станоје умешао у побуну једног дела турског становништва против београдског везира и другог дела турског становништва, његова породица је, после његовог погубљења дошла у тежак положај због чега је одлучила да се исели из Осечине и склони у мирније и скровитије место под другим презименима, где неће свима бити познато учешће кнеза Станоја у Шејих-Мехмедовој побуни.
Петко Ненадовић, брат обор-кнеза Станоја Ненадовића, кога је погубила турска власт после неуспеха Шејих-Мехмедове побуне, око 1750. са породицом, сином Стефаном, његовом женом Мандом и унуком Алексом (1749—1804), иселио се из Осечине и населио у Бранковини. Ненадовићи су у тада користили и друга презимена по Лазаревић и Стевановић.
Петко Ненадовић, брат обор-кнеза Станоја Ненадовића и братанац митрополита Григорија имао је сина Стефана. Стефан Ненадовић је са Мандом имао синове Алексу и двадесет година млађег Јакова.

## Старија грана
Старија грана Ненадовића води порекло од обор-кнеза Алексе Ненадовића и његовог сина војводе протојереја Матеје Ненадовића. Старија грана Ненадовића у двоструком је сродству са млађом граном Ненадовића, која води порекло од 20 година млађег брата Алексе Ненадовића војводе Јакова Ненадовића, преко Топаловића, односно Протића, а у блиском је сродству са Карађорђевићима, Петровићи Његошима, Станојевићима, Пилетићима, Дабићима, Ђурићима, Протићима и др. И старија и млађа грана Ненадовића, односно прота Матеја Ненадовић и његов стриц војвода Јаков Ненадовић били су од 1811. носиоци ордена Свете Ане 2. степена, који је укључивао и наследно руско дворјанство.

## Обор-кнез Алекса Ненадовић (1749—1804)
Обор-кнез и обер-лајтнант Алекса Ненадовић (1749—1804), син Стефана Ненадовића, а унук Петка и кнеза Станоја Ненадовића, био је кнез Тамнавске (и Посавске) кнежине Ваљевске нахије осамдесетих година 18. века, пре аустро-турског и руско-турског рата 1787—1792. године. У аустријско-турском рату учествовао на страни Аустрије, где је добио чин аустријског натпоручника (оберлајтнанта). Пре почетка ратних дејстава и преласка аустријске војске преко Дунава 1787. кнез Алекса је са својим људима напао, заузео и запалио Ваљево, Чачак, Уб, Палеж (Обреновац) и мања места у Западној Србији и потиснуо Турке у Ужице, Соко и Босну.
Као представник Срба, на самом почетку рата кнеза Алексу Ненадовића примио је у аудијенцију аустријски цар Јосиф II (1741—1790).
После опште амнестије „лаћман“ (оберлајтнант, лајтнат - „лаћман“, натпоручник, поручник) Алекса вратио се из Срема у Србију, где је на подручју Ваљевске нахије организовао основну полицијску, судску и управну власт која је самостално функционисала скоро годину дана, док Турци нису изнова поставили своју вишу (окружну) управу.
Кнез Алекса био је кнез у врло сложеним политичким околностима пре аустријско-турског рата и након рата, предводио Ваљевце у борбама против јаничара за време Мустафа-паше Шинкоглуа, као и у време повратка јаничара у Србију на челу са дахијама, када је исто морао да покреће српску војску 1802. у војној акцији дахије Аганлије против сребреничког Хаџи-Салих-бега Алипашића.
Кнез Алекса је успео са другим кнезовима и кметовима да у периоду од 12 година код београдског везира издвествује смењивање чак 18 кадија — окружних судија).
Пошто су дахије пресрели кнез Алексино писмо аустријском обавештајцу мајору Паулу фон Митезеру, кога је већ деценијама познавао, искористили су оптужбу за „издају“ за почетак сече кнезова у којој су први осуђени и погубљени кнез Алекса и његов даљи рођак кнез Илија Бирчанин.
Кнез Алекса Ненадовић био је ожењен Јованком Ђелмашевић, кћерком Михаила Ђелмашевића из Гвозденовића. Ђелмашевићи, пореклом Стефановићи, из Гвозденовића дошли из Старог Влаха, одакле су се преко првог станишта у Дреновици (ужички крај), населили у селу Рабас, а потом у Гвозденовићима. Крајем XVII века три брата Јован, Станоје и Стојан дошли су у Гвозденовић. Станоје је имао синове Гаврила, Милосава и Михаила, који је имао Крсту, Крсмана, Јакова, Јована, Јовицу, Симеона и кћерку Јовану удату за кнеза Алексу. О. Гаврило Ђелмашевић био је свештеник, наследио га је син О. Крста Ђелмашевић (умро 1787), кога је на парохији наследио син Дамјан Ђелмашевић. Јованкин брат, шурак кнеза Алексе, Јаков Ђелмашевић био је ктитор манастира Докмир и иконописац, зограф и учитељ у уметничкој школи у истом манастиру.
Обор-кнез Алекса Ненадовић и Јованка Ненадовић, рођ. Ђелмашевић, имали су шест синова и три кћерке Николу, Петра, Матеју, Симу, Димитрија, Григорија, Марију, Станојку и Марицу.
- Алексини синови првенци и близанци Никола и Петар Ненадовић целог живота били су задужени за домаћинство Ненадовића и заштиту породице.

### Никола А. Ненадовић (1769—1845)
Никола Ненадовић и његов брат близанац Петар Ненадовић су најстарији синови кнеза Алексе Ненадовића. Никола Ненадовић, који је учествовао у Првом српском устанку, целог живота се, заједно са братом Петром, старао за домаћинство породице Ненадовић. Никола Ненадовић се женио три пута. Прва жена Живка из села Пауна мајка је Луке Ненадовића и кћерки Соке и Мирјане. Друга жена је Станојка из Свилеуве, чија три брата су погинула у Првом српском устанку. Никола је са Станојком имао имао кћерке Персиду и Данојлу и сина Константина. Са трећом женом, удовицом Јакова Павића, Марицом Павић није имао деце.
- Сока се удала за Илију Ленду, трговца из Ваљева.
- Мирјана је била удата за Раку. Има потомака 1884.
- Персида је била удата за београдског трговца Тривка Михаиловића. Нема потомства.
- Данојла је била удата за ваљевског трговца Ђуку Саића из породице буљукбаше и капетана Живка Саића из Кадине Луке, колубарска кнежина, општина Љиг. Ђука Саић имао је пет дућана у центру Ваљева. Нема потомства.[17]

#### Лука Н. Ненадовић (1792—1809)
Лука Н. Ненадовић био је ученик Велике школе у Београду.

#### Арт. капетан Константин Н. Ненадовић (1822—1900)
Арт. капетан Константин Н. Ненадовић, син Николе и унук кнеза Алексе, начелник артиљеријске управе, тј. командант артиљерије Кнежевине Србије 1858, проф. Артиљеријске школе (војне академије). Написао је књигу Живот и дела Карађорђа и његови војвода и јунака, Беч, 1884. После 1868. живео је у Бечу. Није се женио.

### Петар А. Ненадовић (1769—1830)
Петар Ненадовић и његов брат близанац Никола Ненадовић су најстарији синови кнеза Алексе Ненадовића. Петар Ненадовић се школовао у докмирског иконописачкој школи. Два пута се женио. Није имао деце.

### Војвода Симеон Сима Ненадовић (1793—1815)
Најмлађи син кнеза Алексе војвода Сима Ненадовић (1793—1815) био је ученик Велике школе у Београду, а завршио је кадетску војну школу у Винковцима у Аустрији. По повратку у Србију 1811. био је управник Арсенала у Београду, а потом војвода кнежине ваљевске у ваљевској нахији. Ратовао је у аустријској војсци у Италији против Наполеонове војске, да би се вратио у Србију почетком Другог српског устанка, где је погинуо у битки на Дубљу, заједно са војводом Милићем Дринчићем из Теочина.
Нема потомства.

### Прота Матеја Ненадовић (1777—1854)
Најпознатији син кнеза Алексе је прота Матеја Ненадовић. Прота Матеја се, по жељи кнеза Алексе, школовао код свештеника у Србији и Аустрији у Срему и након тога га је митрополит ваљевски Данило 1793 рукоположио за свештеника, пароха у Бранковини. Прва жена проте Матеје Мирјана Хаџић била је из Бабине Луке у тамнавској кнежини Ваљевске нахије, стриц јој је био архимандрит Хаџи-Рувим Нешковића, игуман Боговађе који је такође убијен у сечи кнезова, а браћа војвода Петар Николајевић Молер и свештеник поп-Марко Хаџић. По другим изворима, Мирјана је била сестра Које Ивановића, члана Правитељствујушчег совјета за округ шабачки, а друга сестра Миљана је била удата за Петра Николајевића Молера.
Искључиво од сина протојереја Матеје Ненадовића, Светозара Ненадовића, који је стрељан као учесник у завери против кнеза Михаила 1868, данас воде порекло четири мушке гране Ненадовића.
Протојереј Матеја Ненадовић је у другом браку са Јованом Милићевић из Раниловића имао Алексу, Љубомира, Светозара, Михаила и Марију. 
- Михаилу Ненадовићу је крсни кум био кнез Михаило Обреновић.

#### Алекса М. Ненадовић (1820-1842)
Алекса М. Ненадовић, син протојереја Матеје Ненадовића, био је столоначалник. Умро је млад.

#### Љубомир П.(ротин) Ненадовић (1826-1895)
Најпознатији син проте Матеје Ненадовића је Љубомир Ненадовић , познат под именом чика-Љуба, књижевник, министар просвете Кнежевине Србије. Љубомир Љуба Ненадовић није имао деце.

#### Светозар М. Ненадовић (1822-1868)
Светозар Ненадовић школовао се у Бранковини и Београду. Једно време био је у Цариграду 1841. Од 1845. је пешадијски потпоручник у српској војсци, када је преведен у МУП и постављен за управника казнионице, Гургусовачке куле у Зајечару. Начелник среза колубарског од 1851. 1854. унапређен у чин штабс-капетана. Од 1860. помоћник окружног начелника ћупријског, а од 1862 до 1868. био је управник топчидерске апсане (казнионице). Одлуком варошпког београдског суда од 15/27. јула 1868. Светозар Ненадовић је заједно са браћом од стричева Симом Ненадовићем и братом од тетке Андријом Вилотијевићем осуђен на смртну казну због учешћа у убиству кнеза Михаила. Пресуда је извршена сутрадан ујутро.
Од Светозара Ненадовића, сина проте Матеје Ненадовића, воде порекло данас постојеће четири мушке гране Ненадовића.

#### Порекло Јелене Ненадовић, рођ. Протић
Светозар Ненадовић је био ожењен са Јеленом Протић, кћерком генерал-мајора Ђорђа Протића, кнежевског представника, односно председника владе Србије, сина Јована Протића, члана Правитељствујушчег совјета за Пожаревачку нахију од 1805, и Лепосаве Протић, рођ. Топаловић, кћерке гружанског кнеза Петра Топаловића, пословног ортака и пријатеља кнеза Милоша. Гружански кнез Петар Топаловић имао једног сина Милосава, касније помоћника смедеревског окружног начелника и још једну кћерку Виду.
Пашеног Ђорђа Протића, ожењен Видом Топаловић био је пуковник Вуле Глигоријевић (1797-1855), родом из Сјенице, члан Земаљског савета, старешина мачванске кнежине 1833-34. (после смрти Марка Штитарца). Вуле Глигоријевић, некада члан књаз Милошевог домаћинства, заједно са Марком Штитарцом и Петром Лазаревићем Цукићем, по кнез Милошевом налогу учествовао је у убиству владике Мелентија Никшића у Шапцу 1816. Вуле и Вида Глигоријевић нису имали деце.
Преко Ђорђа Протића, односно његовог таста гружанског кнеза Петра Топаловића, старија грана Ненадовића и млађа грана Ненадовића су у двоструком сродству. Син кнеза Петра Топаловића Милосав Топаловић, помоћник смедеревског окружног начелника је са кћерком војводе Јеврема Ненадовића, сина војводе Јакова Ненадовића имао сина генерала Петра Топаловића.
Светозар Ненадовић и Јелена Протић имали су петоро деце која су у време његове смрти 1868. била малолетна, Алексу, Матеју, Добривоја, Љубицу и Анку.

##### Добривоје С. Ненадовић
Добривоје Ненадовић, економ био је ожењен Косаром Павловић, нису имали деце.

##### Алекса С. Ненадовић (1848-1911)
Алекса С. Ненадовић, управник пореског одељења у Ваљеву, завршио је гимназију у Београду, а студирао је права у Минхену, Лајпцигу и Хамбургу. Изгледа да је Алекса С. Ненадовић у Минхену имао један двобој који се завршио са смртним исходом. Повод за двобој био је Алексина жеља да се у једном минхенском хотелу у пивници свира „Радо Србин иде у војнике“, чему се успротивио један присутни баварски племић. Након размењених увреда, договорен је двобој мачевима за сутрадан ујутро. У двобоју Алекса Ненадовић је добио мању рану на носу, након чега је, према сведочењу очевидаца рекао: „Сада ја нападам грофе! Поручујем ти да чуваш чело и све оно што ти је испод носа... тако ми Бога четири ће те месеца цуцлом хранити!", након чега га је убио противника. Након двобоја Алекса је отишао у оближњи хотел, где је целу ноћ трајало весеље.
Алекса Ненадовић, правник у пореској служби Министарства финансија имао је са Јеленом рођ. Миливојевић, кћерком Јована Миливојевића Балиновца из Балиновића, укупно тринаесторо, односно деветоро деце Јована, Јакова, Јеврема, Симу, Љубомира, Мару, Јованку, Јелку и Лепосаву.

###### Јован А. Ненадовић (1891-1980)
Јован Ненадовић (1891-1980) чиновник Народне банке, један од 1300 каплара, је са Десанком Митић имао две кћерке, Оливеру (уд. Бравачић) архитекту и Светлану (уд. Међак) новинара, унуке Мају Анзуловић, Милицу Бравачић, унука Марка Међака, праунука Словена Анзуловића и праунуку Јану Алексић и чукунунука Дилана Алексића и чукунунуке Ленку и Милену Међак.
Потпоручник Јован Ненадовић је 1919. заробљеног фелдмаршала Аугуста фон Макензена, превео до Солуна.

###### Јаков А. Ненадовић (1874-1926)
Капетан 1. кл. Јаков Ненадовић завршио је Војну академију и ступио је у војску Црне Горе 1/13. јануара 1896, у којој је остао до 1904. Био је капетан и ађутант кнеза Петра Карађорђевића на Цетињу. Од 1904. у војсци Србије као арт. капетан 2. кл у дунавском арт. пуку. 1908. преведен у цивилну службу, односно у МУП, и постављен за управника Казненог завода у Нишу, да би исте године био пензионисан, па поново реактивиран. У ратовима 1912-1918. учествује као рез. арт. мајор. 1922. био је инспектор 2. кл. при Министарству социјалне политике.
Јаков Ненадовић, син Алексе Ненадовића, инспектор МУП-а, управник казнионице у Нишу био је ожењен са Анђелијом Петровић-Његуш, кћерком војводе Ђура Драговог Петровића Његуша, познатог команданта одреда црногорске војске према Херцеговини у Првом светском рату. Војвода Ђуро Петровић Његуш и његова жена Ћана имали су дванаесторо деце. Венчање Јакова и Анђелије, зване Коса, обављено је у Никшићу 8. септембра 1902. Са Анђелијом имао је Оливеру, Војислава и Босиљку.
- Њихова кћерка Оливера Ненадовић (1906-1992) образована је на двору краљице Јелене Савојске рођ. Петровић-Његуш, а била је удата за генералштабног мајора Велимира Ј. Пилетића, четничког официра, сина Јанка Пилетића, шефа пореске управе и унука дугогодишњег пиперског сердара Јола Пилетића (1814-1900), који је након спора са Петровићем Његушем, са породицом напустио Црна Гора Црну Гору и трајно се населио у Србији. Мајору Велимиру Пилетићу стриц је био пуковник Мирослав Пилетић, а брат од стрица потпуковник Милан Пилетић погинуо је у четницима Драже Михаиловића.[33]

Сердар Јоле Пилетић био је војвода и поглавар племена Пипера. Више од пола века био је на челну свог племена и познат је као помагач владике Рада, књаза Данила и присни пријатељ краља Николе. Због оптужбе да ради против књаза Николе, увређен и принуђен је да са породицом оде у Србију. Са њим је пошло шест најближих породица са 56 чланова породице. У крушевац су стигли 19. октобра 1879, одакле су се настанили у различитим крајевима Србије. Његов син Јанко, шеф пореске управе у Београду са Живком Лукић имао је сина Велимира.
Јаков Ненадовић у другом браку са Ружицом удовицом кап. Предрага Благојевића имао је кћерку Наранџу. Ружица Ненадовић сахрањена је у гробници Николе Пашића.
- Неранџа Ненадовић (1922-1982) била је удата за Бошка Јованова из Титела. Нема потомства.

###### Генерал Симеон Сима А. Ненадовић (1888-1953)
Пешадијски бригадни генерал Сима Ненадовић (Ваљево 1888 - Osnabrück, 1953, 41. каса Војне академије), унапређен је у чин пешадијског бриг. генерала 1938, када је постао и судија Великог војног суда и судија војно-дисциплинског суда, а 1939 начелник ађутантског одељења Министарства војске и морнарице. За време Првог светског рата као командир 1. чете, 2. батаљона 8. пеш. пука 1916 теже је рањен на Солунском фронту и годину дана је провео у болници. У Априлском рату 1941 заробљен је и одведен у логор. У земљу се није враћао после 1944, већ је живео у емиграцији. Ожењен је био Зором, кћерком Лазара Семиза, земљопоседника из Мостара. Није имао деце.

###### Љубомир А. Ненадовић (1885-1950)
Љубомир Ненадовић (1885-1950) инспектор МУП-а, резервни капетан 1. кл, учесник ратова 1912-1918, је са Идом Белотић имао сина Добривоја и кћерку Јелену. 
- Добривоје Љ. Ненадовић, новинар, има сина Владимира који има два сина.

###### Јеврем А. Ненадовић (1890-1969)
Јеврем Ненадовић (1890-1969) окружни судија, управник Казнионице у Нишу, је са Десанком Ибровац, кћерком проф. Милуна Ибровца и Милице Ерчевић, сестром проф. др Миодрага Ибровца, имао Алексу (1920-1986), Јакова, Љиљану и Милицу.
- Алекса Ј. Ненадовић (1920-1986), проф. Војне академије имао је сина Љубомира, правника који има сина Матеју.[37]
- Јаков Ј. Ненадовић (1926), архитекта у Паризу има две кћерке. Једно време радио је у манастиру Хиландар.
- Љиљана је била удата за Драгољуба Томића. Имају једну кћерку.
- Милица је била удата за проф. др Радосава Јосимовића. Имају Радмила, Јакова и Славицу.

###### Јовановићи
Лепосава, кћерка Алексе Ненадовића, била је удата за пуковника др Јована Јовановића, проф. Војне академије и др. Имали су Брацу, Марију и Јелену. 
- Берислав - Браца Јовановић, студирао је у Паризу. Нестао је за време Другог светског рата, 1944.
- Марија је била удата за Милоша Младеновића, који је докторирао на Сорбони права. У току рата један од уредника Новог времена Имали су једног сина Момира. Живели су емиграцији.
- Јелена Јовановић била је удата за Петра Лубарду, сликара. Развели су се 1945. Други пут се удала за Боривоја Ђорђевића авијатичара, капетана 2. кл.

###### Вучинићи
Мара, кћерка Алексе Ненадовића, била је удата за др Петра Вучинића. Нису имали деце.

###### Хаџи-Ташковићи
Јованка, кћерка Алексе Ненадовића, завршила је на Цетињу школовање у институту руске царице Марије Александровне, била је удата за Глигорија Хаџи-Ташковића, проф, писац. Глигорије Хаџи-Ташковић (1875-1942) рођен је у Водену, Грчка Македонија као сина Хаџи-Ташка Николе Карамишина. Имали су Љубомира, Веру, Лепосаву и Милицу. Има потомства.
- Вера Хаџи-Ташковић (1911-2002), проф. била је удата за проф. Војислава Бабића (1910-1994). Има два сина, Владислава и Радослава Бабића (Магистар техничких наука, руководилац сектора у ЈКП Београдски Водовод) и три унука: Војислава Р. Бабића (Доцент, доктор економских наука на Универзитету у Београду), Ненада Бабића (живи и ради у Француској) и Предрага Бабића (живи у Француској).

##### Матеја С. Ненадовић
Матеја Ненадовић, унук два председника Владе, Проте Матеје, првог председника Правитељствујушчег совјета и Ђорђа Протића, „књажевског намесника“, праунук кнеза Алексе и војводе Јакова Ненадовића, првог попечитеља (министра) унутрашњих послова, Јована Протића, такође члана совјета (Владе) испред највеће, Пожаревачке нахије и гружанског кнеза Петра Топаловића, а син Светозара Ненадовића погубљеног због учешћа у завери против кнеза Михаила.
Рођен је 1. јула 1856. године у Ваљеву. Након неколико неуспелих покушаја, основао је прву електришу централу за осветљење у унутрашњости Србије, у Ваљеву 1900. године. 
Иако није активно учествовао у јавном животу, прихватио се места градоначелника Ваљева, односно председника ваљевске општине од 1904. до 1906. године. Од 1908. године је био у служби код француског Друштва Борског рудника
једно поседник рудник. Посветио се унапређивању имања Ненадовића у околини Ваљева, углавном у Бранковини.
Матеја Ненадовић постао је глава старије гране породице Ненадовић крајем XIX века и код њега су се налазиле сва породична документа и предмети старије, Алексине гране Ненадовића, заставе, оружје, и др, а између осталог, вероватно и због једноставнијег сналажења у породичним односима своје разгранате породице урадио је и детаљан родослов Ненадовића.
Са Косаром Здравковић, кћерком Милана и Анке Здравковић из Београда имао седморо деце, Ђорђа, Душана, Светозара, Момчила, Анку, Олгу, Ружу.

###### Светозар М. Ненадовић (1890-1944)
Светозар М. Ненадовић (1890-1944) био је правник, виши саветник Министарства финансија. Није се женио.

###### Ђорђе М. Ненадовић (1891-1978)
Ђорђе М. Ненадовић (1891-1978) је био судија Управног суда и адвокат, рез. потпуковник, један од 1300 каплара и носилац ордена Белог орла. Као краљев рођак, први на челу српске војске 1918. ушао у Нови Сад.
Ђорђе М. Ненадовић је био ожењен са Катарином Струнџалић, кћерком Милана Струнџалића из Ваљева, помоћника министра правде, председника Апелационог суда, члана Касационог суда, председника ваљевског суда, чији отац је Алекса Струнџалић ваљевски адвокат, а мајка Катарина Петровић, кћерка Ђорђа Петровића, намесника кнежевског достојанства 1868, председника Касационог суда, и Зоре Костић, кћерке Ђорђа Костића управника царине (чији синови су пешадијски бригадни генерал Војислав Костић (1881-1968) и проф. др Александар Костић, чија је жена била пореклом од Вучић-Перишића).
Ђорђе М. Ненадовић и Катарина Ненадовић су имали троје деце: Матеју, Милана и Мирјану.
Матеја Ненадовић (1925-2011), архитект, редовни професор Архитектонског факултета у Београду, је био ожењен Софијом Ненадовић рођ. Палигорић (1928), такође архитектом, која је један од аутора Сурчинског аеродрома. Њен деда по мајци је био пуковник Лазар Мишић, рођени брат војводе Живојина Мишића. Имају синове Ђорђа (1964) и Милоша (1968), који су такође архитекти. Ђорђе Ненадовић, доцент Факултета савремених уметности у Београду, ожењен је Вањом Ненадовић рођ. Павловић (1975) и имају кћерку Иву (2008). Милош Ненадовић, доцент Архитектонског факултета у Београду, ожењен је Александром Ненадовић (1971) рођ. Матовић.
Мирјана Суђић, рођ. Ненадовић (1935), дипломирани преводилац, била је удата за Душана Суђића (1927-1990), дипл. инжењера електротехнике. Имају кћерку Марину Красојевић, рођ. Суђић (1961), и Бојана Суђића (1965), истакнутог диригента и редовног професора на Факултету музичке уметности у Београду.

###### Пуковник Душан М. Ненадовић (1895-1969)
Пуковник Душан М. Ненадовић (1895-1969) био је војно-судски пуковник, правник. После рата живео је у емиграцији у Паризу. Једно време био је шеф канцеларија краља Петра у Паризу.

###### Момчило Ненадовић (1899-1943)
Момчило Ненадовић (1899-1943), лекар, због давања лекарске помоћи у Пожаревцу, где је био срески лекар, 1943. стрељан на Јајинцима. Био је ожењен са Љубицом Ристић, кћерком Ђорђа Ристића и Спасеније Пате Ристић. Љубица је имала рођеног брата коњичког мајора Душана Ристића (1904-1943), који је стрељан на Бањици као припадник Равногорског покрета. Венчани кумови др Бошко Марковић, директор Управе фондова и Тадија Сондермајер, инж. Имали су Ђорђа, Веру и Ружицу. 
- Ђорђе Ненадовић, глумац. Има потомства.
- Вера удата за Никшу Стефанинија, глумца и оперског певача.
- Ружица удата за Доријана Соколића. Има ћерку Диану.

###### Милисављевићи
Ружа Ненадовић била је удата за Светислава Милисављевића, судију. 
Нема потомства.

###### Ленглери
Олга Ненадовић била је удата за Фридриха Ленглера, рударског инжењера. Имали су Георга, Љубомира и Љубицу која има деце.

##### Дабићи
Анка Ненадовић (1853-1941), кћерка Светозара и Јелене Ненадовић била је удата за Живка Дабића (1846-1924). Живко Дабић син Глише и Марије Дабић, стриц му је био Марко Дабић, државни саветник.
Имали су Гаврила, Светозара, Александра, Драгињу и Милеву. 
- Александар Дабић има сина у Немачкој.
- Драгиња се удала за Николу Стојиљковића, предузимача.

##### Аранђеловићи
Љубица Ненадовић, кћерка Светозара и Јелене Ненадовић (- Ниш, 28. новембар 1889), добротворка друштва сирочади у Ваљеву, била је удата за Живојина Аранђеловића, трговца. Као болничарка за време рата 1885. Имали су Катарину и Светозара.
- Светозар Аранђеловић
- Катарина, банкарски чин. била је удата за инж. Душана Зарића.

#### Станојевићи
Марија Ненадовић (1817-1908), кћерка проте Матеје Ненадовића била је удата за пуковника Јеремију Станојевића (1808-1869). имали су синове Љубомира, Драгишу и Витомира и кћерке Драгу и Стану.

### Дабићи
Станија Ненадовић, кћерка обор-кнеза Алексе Ненадовића, била је удата за капетана тамнавске кнежине и дугогодишњег помоћника њеног оца Живка Дабића из Јаутине, подгорске кнежине ваљевске нахије, који је погинуо у битки на Лозници 1807. Дабићи из Јаутине, засеока села Гола Глава, доселили су се из Мораче за време аустријске владавине (1718-1739). Родоначелник је Даба који је имао сина Михаила.
Нема потомства.

### Марковићи
Марија Ненадовић, кћерка обор-кнеза Алексе Ненадовића, била је удата за Матију Марковића брата свештеника поп-Павла Марковића из Такова у тамнавској кнежини.

### Вилотијевићи
Марица Ненадовић, кћерка кнеза Алексе Ненадовића, била је удата за Јована Вилотијевића ваљевског трговца. Вилотијевићи су пореклом из Сијерча код Бајне Баште. Њихови синови су Марко и Андрија.

#### Андрија Ј. Вилотијевић
Андрија Ј. Вилотијевић, унук обор-кнеза Алексе Ненадовића, по мајци Марици, био је управник Двора кнеза Александра Карађорђевића. Пошто окривљен за саучесништво у убиству кнеза Михаила, стрељан је 1868. године.
Андрија Андра Вилотијевић имао је Љубомира, Стевана, Милеву, Јелену, Полексију и Зумбулку. 
- Љубомир Вилотијевић имао је сина Андрију Вилотијевића.
- Стеван Вилотијевић, трговац имао је кћерку Даринку удату за Димитрија Ђ. Здравковића, шефа благајне у председништву владе.
- Јелена Јанковић, рођ. Вилотијевић била је удата за Божидара Јанковића, чиновника. Њихова кћерка Милица била је удата за пуковника Василија Гинића, а син Ђорђе Јанковић, је са Рином Антић имао кћерку Десу и сина Душана.
- Полексија Радосављевић, рођ. Вилотијевић била је удата за Светозара Радосављевића, чиновника. Имали су сина Михаила Радосављевића, чиновника ожењеног Олгом Лапчевић, кћерком Драгише Лапчевића, књижевника, вође Социјалдемократске странке. Имали су сина Зорана.[43]

## Млађа грана
Млађа грана Ненадовића води порекло од војводе Јаков Ненадовић (1765-1836), двадесет година млађег брата кнеза Алексе Ненадовића, обласног господара западне Србије 1804-1805, команданта ваљевске, шабачке и ужичке нахије, првог попечитеља (министра) унутрашњих послова Србије (од 1811), чији син војвода тамнавске кнежине ваљевске нахије Јеврем Ненадовић је са Јованком Миловановић кћерком војводе Младена Миловановића, првог попечитеља (министра) војске Србије, имао кћерку кнегињу Србије Персиду Карађорђевић, мајку краља Петра Карађорђевића. 

## Војвода Јаков Ненадовић (1765-1836)
Млађи брат Алексин Јаков Ненадовић (1765-1836), по жељи свог двадесет година старијег брата, школовао се као и прота Матеја после њега, у Србији и у Срему, а након тога је трговао стоком са трговцима из Аустрије, тј. Срема. Његова жена Неранџа није била из Ваљевске нахије, већ из суседне кнежине посавске Шабачке нахије, која се, међутим, ослања на посавску кнежину Ваљевске нахије из места Коцељева. 
После смрти кнеза Алексе, нови старешина породице Ненадовић постао је Јаков, који је до краја 1804. године постао и обласни господар скоро целе Западне Србије и званично се потписивао као командант ваљевске, шабачке, сокоске и ужичке нахије. Јаков је заузео Ваљево и Шабац који су, међутим, на превару опет преузели јаничари, склопио споразум о ненападању са зворничким беговима Видаићима, сузбио утицај и погубио самовољног хајдучког харамбашу Ђорђа Ћурчију.
Под навалом турске босанске војске попуцао је 1806. цео западни фронт који је био под командом Јакова Ненадовића, где, након тога, као спасилац дошао Карађорђе са војском окупљеном у Тополи и код Мишара односи пресудну победу. После можда најблиставије победе у Првом српском устанку, Карађорђе који је већ утврдио своју власт у централној Србији, односно у Шумадији и могао да рачуна на оданост Милана Обреновића, у поновно освојеним од босанских Турака крајевима Шабачке и Сокоске нахије успоставио је нову власт, одвојену од Јакова, коме је оставио Ваљевску нахију, где је такође подбуњивао млађе старешине против њега. 
Пошто је 1810. оженио сина Јеврема кћерком Младена Миловановића, који је пре тога, исте године, свог братанца војводу Јовицу Миловановића оженио Карађорђевом кћерком Полом, Јаков се приближује Карађорђу, коме главни противници остају источне војводе ослоњене на руске трупе у Влашкој, Миленко и Петар. 
Двадесет година касније у Русији, у Хотину, где је тада Јаков живео са породицом већ шеснаест година, 20. маја 1830. унука Јакова Ненадовића и Младена Миловановића, а кћерка Јеврема Ненадовића, седамнаестогодишња Персида Ненадовић удала се за Карађорђевог сина Александра Карађорђевића, будућег кнеза Србије од 1842 до 1858. За време владе кнеза Александра 1842 до 1858 Ненадовићи су имали највећи политички утицај, а Персидин син Петар постао је краљ Србије 1903. године. 
Јаковљева грана Ненадовића остала је до 1830 у Русији, односно до добијања Хатишерифа након чега је руска држава, пошто више није постојала опасност од турске освете, поготово за оне којима је глава била уцењена, захтевала од кнез Милоша да прими назад српске избегличке породице и да им да адекватно издржавање.
Војвода Јаков Ненадовић је са Неранџом имао Јеврема, Пантелију, Јулку и Александра.

### Пантелија Ј. Ненадовић (1795-1812)
Пантелија Ј. Ненадовић школовао се у Купинову и Карловцима. Умро је млад у 17 години.

### Војвода Јеврем Ј. Ненадовић (1793-1867)
Војвода Јеврем Ј. Ненадовић је са Јованком Миловановић, кћерком војводе Младена Миловановића имао деветоро деце, Јована, Персиду, Атанасија, Јелку, Анку, Машинку, Босиљку, Младена и Симу.

#### Потомство кнегиње Персиде Карађорђевић рођ. Ненадовић
Персида Ненадовић (1813—1873), кћерка Јеврема Ненадовића и Јованке Миловановић била је удата за кнеза Александра Карађорђевића. Имали су Петра, Арсена, Клеопатру, Јелену, Полексију.

#### Краљ Петар I Карађорђевић
Краљ Петар I Карађорђевић је син кнеза Александра Карађорђевић, Карађорђевог сина и Персиде Карађорђевић, кћерке војводе Јеврема Ненадовића и Јованке Ненадовић, рођ. Миловановић. Краљ Петар је основао краљевски дом Карађорђевића.

#### Кнез Арсен Карађорђевић
Кнез Арсен Карађорђевић је син кнеза Александра Карађорђевић, Карађорђевог сина и Персиде Карађорђевић, кћерке војводе Јеврема Ненадовића и Јованке Ненадовић, рођ. Миловановић. Син кнеза Арсена је кнез Павле Карађорђевић.

##### Кнез Павле Карађорђевић
Кнез Павле Карађорђевић је син кнеза Арсена Карађорђевића, сина кнеза Александра Карађорђевић, Карађорђевог сина и Персиде Карађорђевић, кћерке војводе Јеврема Ненадовића и Јованке Ненадовић, рођ. Миловановић.

#### Атанасије Ј. Ненадовић (1815-1866)
Атанасије Ненадовић, син Јеврема Ненадовић, председник Апелационог суда, од 16/28. децембра 1857, члан Касационог суда.

#### Гавриловићи
Јелисавета Ненадовић, кћерка Јеврема Ненадовића била је удата за Јеврема Гавриловића (?-22.6.1879), државног саветника, сина Гаврила буљукбаше „подвојводе“ код Грбовића и погинуо у битки на Засавици 1813. До венчања је дошло по жељи књаза Милоша 1837. када се удала за тада мачавнског капетана Јеврема Гавриловића родом из Пупеока крај Ваљева. За веначње књаз Милош дао је 20 дуката цесарских. Нису имали деце.

#### Топаловићи
Анка Ненадовић (1820-1843), кћерка Јеврема Ненадовића била је удата за Милосава Топаловића, помоћника окружног начелника, сина гружанског кнеза Петра Топаловића (1774-1832). Пошто је сестра Милосава Топаловића била удата за генерал-мајора Ђорђа Протића, старија и млађа грана Ненадовића су по Топаловићима у двоструком сродству. 
Имали су Петра. Сачуван је портрет Анке Ненадовић који је насликала Катарина Ивановић 1837. године.

##### Генерал Петар М. Топаловић
Генерал Петар Топаловић (1840-1891), син Милосава Топаловића и Анке Ненадовић, а унук Јеврема Ненадовића и праунук војводе Јакова 1868 ађутант кнеза Михаила, начелник генералштаба (начелник штаба Врховне команде), министар грађевина 1886, министар војни 1887, носилац Ордена таковског крста са мачевима 1 и 2 реда, француског Ордена официрског крста легије части и аустријског Ордена гвоздене круне другог реда која даје право на титулу аустријског барона. Петар Топаловић је имао кћерку Анку и сина Јеврема.

###### Пуковник Јеврем Топаловић
Артиљеријски пуковник Јеврем Топаловић.

###### Покорни
Анка Топаловић је била удата за генерала Љубомира Х. Покорног (1872-1944), почасног ађутанта краља, члана Српског културног клуба, сина српског официра чешког порекла капетана Хинка Покорног, питомца 22. кл. Ниже и 5. кл. Више школе Војне академије и генералштабне припреме. У ратовима командант Моравског пољског артиљеријског пука 1. позива, командант Дунавског артиљеријског пука 1. позива, од 1915. до 1917. у аустроугарском заробљеништву. После размене заробљеника 1917, ађутант краља Петра. Био је војни изасланик у Паризу, члан Војног савета, почасни ађутант краља.
Имали су синове Петра и Милана. 
- Потпуковник Петар Покорни, ордонанс краља Петра је као официр гарде учествовао у пучу од 27 марта 1941.
- Милан Покорни, који је био морнарички поручник до Другог светског рата.

#### Лукачевићи
Машинка Ненадовић (1823-1898) била је удата за пуковника Јована Лукачевића, начелника Главног генералштаба. Према предању Лукачевићи су пореклом из Старе Србије одакле су дошли у село Мојановиће у Зету, код Подгорице. Одатле су отишли на три стране у село Бериславце код Скадарског језера, у село Врањ на истоку и Треши у Подгорицу. Сматра се да је Лукачевића било у Подгорици у XVII веку. Родоначелник Лукачевића у Подгорици био је Мирослав Миро Лукачевић, који је живео у другој половини XVIII века. Имао је три сина Василија, Симу и Стојана. Прва двојица су прешла у Србију а трећи је остао у Подгорици. Василије, трговац у Шапцу, је са Владиславом Ненезић имао Јована, Саву, Марију и Анђу. Јован Лукачевић је завршио војну кадетску школу у Русији. Сестра Јована Лукачевића је Марија Магазиновић, која је била удата у Бијелом Пољу за Петковића са којим је имала сина Стевана. После се поново удала у Шапцу за Мирослава Магазиновића са којим је имала сина Константина и кћерку Софију. Мирослав је усвојио Стевана који је узео презиме Магазиновић, био је министар. Старија Јованова сестра Анђа Лукаћевић била је удата за Милоша Богићевића..
Машинка Ненадовић и пуковник Јован Лукачевић немају потомства.

#### Ђурићи
Босиљка Ненадовић, била је удата за Радована Ђурића.

#### Коњички капетан Младен Ј. Ненадовић (1834-1868)
Коњички капетан Младен Ј. Ненадовић (1834-1868) је био ожењен са Јелисаветом Цајом Барловац (1845-1913), кћерком Константина Барловца и Анке Динић. Имали су синове Предрага и Јакова. Предраг је умро у детињству. 

##### Проф. др Јаков М. Ненадовић (1865-1915)
Проф. др Јаков М. Ненадовић (1865-1915), брат од ујака краља Петра, шеф његове канцеларије у Бечу, касније шеф краљеве канцеларије у Београду и краљевски посланик у Цариграду.
Основну школу завршио је у Београду, гимназију у Цириху. Право је завршио и докторирао у Лајпцигу.
У Београду је на Великој школи предавао Државно право до политичке Чебинчеве афере.

#### Поручник Симеон Сима Ненадовић (1838-1868)
Симеон Сима Ненадовић (1838-1868), син Јеврема Ненадовића, био је коњички поручник аустријске војске. Учествовао је у битки код Мађенте, у другом италијанском рату за уједињење.

### Александар Ј. Ненадовић (1815-1881)
Александар Ј. Ненадовић (1815-1881) син војводе Јакова Ненадовића, члан државног савета, помоћник министра унутрашњих послова Илије Гарашанина. Александар Ненадовић и Анка Вучковић, кћерка окружног начелника шабачког, управника Београда, Јована Вучковића Белопољца имали су седморо деце, Ђоређе, Милева и Никола.

#### Др Ђорђе А. Ненадовић
Др Ђорђе А. Ненадовић, адвокат, генерални конзул у Солуну (од 1900), окружни перфект у Крагујевцу, био је ожењен Агницом, чији су родитељи живели у Угарској на спахилуку Ремете Лугоша. Умро је 1920.

#### Никола А. Ненадовић
Никола Ненадовић син Александра Ненадовића био је чиновник царине.

#### Радовановићи
Милева Ненадовић, кћерка Александра Ненадовића била је удата за Ђорђа Радовановића, окружног начелника, члана Главне контроле, правника, чиновника. Имали су кућу у Господар Јовановој 40. Имали су Софију и Љубицу. 

### Хаџи-Трпковићи
Јулка Ненадовић, кћерка војводе Јакова Ненадовића била је удата за мајора Александра Хаџи-Трипковића, Трифковића, начелника округа црноречког са седиштем у Зајечару, члана управе вароши Београда, управник полиције Београда. Током покрета у Војводини 1848-49, командује са 200 бећара. Имали су синове Љубомира и Павла.

#### Павле Трифковић
Павле Трифковић био је шеф канцеларије кнеза Александра Карађорђевића.

## Атентат на кнеза Михаила 1868.
Због учешћа у атентату осуђено и стрељано више мушких чланова породице Ненадовић, што је имало тешке последице по живот њихових потомака. 
Према нахођењу суда, који није био потпуно непристрасан, заверу против Михаила сковали су кнез Александар Карађорђевић, Филип Станковић, Павле и Љубомир Радовановић. Кнез Александар је дао новац, а Павле и Љубомир су нашли убице. Станковић је после извршеног убиства требало да побуни народ и изведе преврат у корист династије Карађорђевић. Међу првооптуженима било је више Ненадовића. Коњички капетан Младен Ненадовић (1834-1868), брат кнегиње Персиде, који је име добио по деди по мајци војводи Младену Миловановићу, оптужен је да је после убиства кнеза Михаила имао задатак да побуни војску и изврши преврат. Као официру судио му је војни суд и већ јуна 1868 осуђен је на смрт и стрељан на Доњем Калемегдану. Београдски варошки суд, по поступку преког суда осудио је на смрт 14 убица и саучесника у убиству кнеза Михаила, међу којима, поред браће Радовановић и другог брата кнегиње Персиде потпоручника аустријске војске Симу Ненадовића (1839-1868), Светозара Ненадовића, сина Проте Матеје и брата „Чика – Љубе“ Ненадовића, управника топчидерске казнионице и сестрића Проте Матеје Андрију Вилотијевића управника имања кнеза Александра, који су са осталим осуђеницима стрељани на Карабурми. Кнез Александар Карађорђевић и његов лични секретар, а сестрић кнегиње Персиде, Павле Трифковић, осуђени су у одсуству на двадесет година робије. Заточени су и Јеврем Гавриловић, државни саветник, ожењен Јелком Ненадовић сестром кнегиње Персиде и унук Проте Матеје, а син Јеремије Станојевића, министра правде и просвете, Драгиша Станојевић (1844-1918), који је касније постао познат као социјалиста, али је услед недостатка доказа касније ослобођен. Суђења против кнеза Александра, Павла Трифковића и Филипа Станковића вођена су и у Будимпешти где је живео кнез Александар Карађорђевић и где су се протегла скоро три године, до коначне ослобађајуће пресуде Врховног суда Мађарске 1871. Судски поступак вођен је у Будимпешти и против Владимира Јовановића, оца Слободана Јовановића и Љубена Каравелова као саучесника у убиству кнеза Михаила, али је суд нашао да нема основа за подизање кривичне пријаве против њих и пуштени су на слободу јануара 1869. Намесничка влада издала је и следеће прописе: да Карађорђевић и чланови његове породице „не могу на своје име ни на име другога имати добара у Србији, а добра која би од њих и преко извршења пресуде од 15 јула ове године изречене поводом убиства кнеза Михаила остати могла морају продати за три месеца“. У члан 10 Устава из 1869 унесено је да „Никада не може бити изабран за Књаза српског нико од фамилије и потомства Карађорђевића, на које је бачено проклетство народно“.

## Родослов[52]
1. Григорије Ненадовић (око 1650 – 1714), митрополит рашки и ваљевски
2. Ненад, брат митрополита Григорија, „властник“ (главар, кнез)
  1. Станоје Ненадовић (око 1690 -1749), Ненадов син, синовац митрополита Григорија, обор-кнез подгорске кнежине ваљевске нахије
  2. Петко Ненадовић, брат кнеза Станоја
    1. Стефан Ненадовић
      1. Алекса Ненадовић (1743-1804), унук Станојев, обор-кнез тамнавске и посавске кнежине ваљевске нахије. Био ожењен Јованком Ђелмашевић. Имао је шест синова и три ћерке.
        1. Никола Ненадовић
          1. Константин Ненадовић, артиљеријски мајор, командант артиљерије Кнежевине Србије 1858.

        2. Петар Ненадовић, иконописац и фрескописац,
        3. Сима Ненадовић (1793-1815), војвода
        4. Матеја Ненадовић (1777-1854), протојереј, војвода, први председник Правитељствујушчег совјета. Био ожењен Мирјаном Хаџић из породице Хаџић, односно Молеровић из Бабине Луке, братаницом Хаџи-Рувима. Нису имали деце. Друга жена Јована Милићевић из Раниловића.
          1. Љубомир Ненадовић (1826-1895), књижевник, министар просвете
          2. Светозар Ненадовић, управник топчидерске казнионице, био ожењен Јеленом Протић, из породице Протић, кћерком генерал-мајора Ђорђа Протића. Имао петоро деце.
            1. Алекса Ненадовић, правник у пореској служби Министарства финансија. Био ожењен Јеленом Миливојевић. Имао деветоро деце.
              1. Јаков Ненадовић (1873-1925), инспектор МУП-а, управник казнионице у Нишу. Био ожењен Анђелијом Петровић-Његуш, из бочне линије црногорске краљевске породице Петровић-Његош
              2. Сима Ненадовић (Ваљево 1888 - Osnabrück, 1953), пешадијски бригадни генерал
              3. Љубомир Ненадовић (1885-1950), инспектор МУП-а,
              4. Јеврем Ненадовић (1890-1969), окружни судија,
              5. Јован Ненадовић (1891-1980)

            2. Матеја Ненадовић (1856-1933), индустријалац и градоначелник Ваљева. Био ожењен Косаром Здравковић. Имао седморо деце.
              1. Светозар Ненадовић (1890-1944)
              2. Ђорђе Ненадовић (1891-1978), судија, рез. потпуковник, један од 1300 каплара.
              3. Душан Ненадовић (1895-1969), војно-судски пуковник
              4. др Момчило Ненадовић (1899-1943), лекар

      2. Јаков Ненадовић (1765-1836), војвода и командант ваљевске, шабачке, сокоске и ужичке нахије. Био ожењен Неранџом.
        1. Јеврем Ненадовић, војвода
          1. Персида Ненадовић, кнегиња Србије, удата за кнеза Александра Карађорђевића, мајка краља Петра I Карађорђевића. Вид. Карађорђевићи .
          2. Босиљка Ненадовић
          3. Анка Ненадовић
          4. Младен Ненадовић, коњички капетан. Био ожењен Софијом Барловац.
            1. Јаков Ненадовић (1865-1915), проф. др права, шеф кабинета краља Петра I Карађорђевића, краљевски посланик у Цариграду,
              1. Јеврем Ненадовић
              2. Александар Ненадовић

Нејасно место у родослову: 
- Бранко Ненадовић

## Сродства
Ненадовићи су у сродству са Карађорђевићима преко кнегиње Персиде, мајке краља Петра, а преко Карађорђевића са Симићима, Николајевићима, Петронијевићима, Петровићи Његошима (бочном граном), Бирчанима, пошто су Бирчани пореклом Ненадовићи, Ђурићима, Миловановићима, Станојевићима, Вилотијевићима, Топаловићим, Покорним (српска породица чешког порекла) и др.

## Занимљивости
- Говорећи о влади кнеза Александара Карађорђевића, Слободан Јовановић каже: „Он је био под великим утицајем своје жене, која је била од рода Ненадовића. „ Данас“, пише Алекса Симић крајем 1857, „налазе се два стрица Књагињина у Совету као чланови, један зет и један пашеног Књажев као попечитељи, један тетак Књагињин и један пашеног Књажев као окружни начелници, и један пашеног Књажев шеф регуларне војске." Изгледало је као да Ненадовићи владају Србијом, и то како људи тако и жене из те велике породице“[53].
- Кнезу, касније краљу Петру Карађорђевићу, који се родио 1844, две године након ступања на престо његовог оца кнеза Александра, по мајчиној породици, Ненадовићима, деда је био председник државног савета у коме су још били саветници један теча и три брата његовог деде од којих један и министар финансија а други министар правде и просвете, један зет, ожењен старијом сестром, министар унутрашњих послова, други зет посланик у Цариграду, а син председника Владе „књажевског намесника“ и мин. иностраних послова, један теча начелник генералштаба, други државни саветник и окружни начелник, трећи окружни начелник, четврти помоћник окружног начелника, један ујак командант артиљерије, други ујак његов гувернер и гувернер његове браће и сестара, трећи ујак управник двора а брат од тетке секретар (шеф кабинета) његовог оца кнеза Александра, а од брата један пашеног министар финансија а други пашеног унутрашњих дела и финансија.
- Милан Јовановић Стојимировић пише о Ненадовићима: „Ненадовићи су себе сматрали првом фамилијом у Србији, држећи да иду и пре Карађорђевића и Обреновића, а објективан историчар мора да их стави одмах у ове, јер не зна кога би им претпоставио. Они су били политичка и народна кућа и пре устанка, а давали су људе од акције и од значаја равно 200 година, те су се с правом поносили својим племеном и његовим заслугама“.[54]
- Конак Ненадовића у Ваљеву је био насељен до Првог светског рата, затим су га населиле кирајџије - половином 1930-тих био је запуштен и склон паду.[55]